# Оливето (Ријети)
Оливето је насеље у Италији у округу Ријети, региону Лацио.
Према процени из 2011. у насељу је живело 121 становника. Насеље се налази на надморској висини од 591 м.